# Shikoku-Inu
Shikoku-Inu nebo Kochi-ken (ken = pes) je plemeno psa pocházející z Japonska. Je ztělesněním silného a nezávislého psa, ačkoliv je z japonských loveckých psů nejmenší. Dříve se uplatňoval zejména při lovu medvědů, divokých prasat a vysoké zvěře. Na japonském venkově se stále využívá na lov, v Evropě se chová spíš jako společník.

## Historie
Toto plemeno pochází ze středně velkých psů, kteří žili v Japonsku v dávných dobách. Shikoku byl chován především jako lovecký pes, zejména na lov divokých prasat v oblastech Kochi. Jsou známé tři varianty plemene: Awa, Hongawa a Hata, pojmenované podle míst, kde byly chovány. Nejvyšší stupeň čistokrevnosti si zachovala varianta žijící v Hongawe, protože oblast chovu byla špatně přístupná. Pes je odolný a hbitý, aby se dobře pohyboval v hornatých krajinách. Plemeno převzalo název ostrova Shikoku, a to již v roce 1937, kdy bylo také prohlášeno „národní památkou“.

## Popis

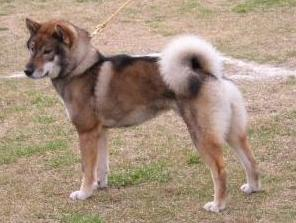
Shikoku-Inu

Jde o středně velkého psa, který má dokonalou stavbu těla, kompaktní, silnou a pevnou kostru. Výška v kohoutku činí u psů cca 52 cm, u fen cca 46 cm.

## Výchova
Shikoku je mrštná a odvážná, s vynikajícím orientačním smyslem. V terénu odbíhá od majitele na velkou vzdálenost, v tu chvíli se v ní probouzejí staré geny. Pokud půjdete se shikoku na procházku, smiřte se s tím, že půjdete sami. Shikoku uvidíte, jak se rychle vzdaluje a pak se po dlouhé době vrací.